# مارجريت كينيدي
مارجريت كينيدي (بالألمانية: Margrit Kennedy)‏ هي مهندسة معمارية وكاتِبة ألمانية، ولدت في 21 نوفمبر 1939 في كيمنتس في ألمانيا، وتوفيت في 28 ديسمبر 2013 في Steyerberg ‏ في ألمانيا.

## وصلات خارجية
- مارجريت كينيدي على موقع IMDb (الإنجليزية)
- مارجريت كينيدي على موقع كينوبويسك (الروسية)